# Diálogo (música)
El diálogo es una composición musical a dos voces o a dos instrumentos a lo menos que responden alternativamente con la misma melodía o canto y con la misma o diferente modulación. 
Muchas de las escenas de ópera son diálogos en este sentido y en especial los dúos. 
Cuatro son los modos de dialogar la melodía:
1. ejecutando alternativamente períodos enteros
2. distribuyendo las frases y periodos entre las diferentes voces que deben ejecutar la melodía
3. dialogando con solo conceptos, esto es con cortas imitaciones
4. principiando la frase una voz y terminándola otra.

El primer modo es el más fácil pero se ha de procurar que los períodos sean cortos para que el diálogo no sea débil y canse. El segundo modo es el más interesante, arreglando el ritmo de manera que las frases segundas tengan el mismo número de compases. La suposición tiene lugar muchas veces en los diálogos. Llamamos suposición cuando una frase principia en el mismo compás y bajo la nota final de la frase precedente en cuyo caso dicho compás se cuenta por dos en las leyes del ritmo. La nota con que concluye una frase y la en que principia la otra ha de formar uno de los intervalos siguientes: 8ª, 6ª mayor o menor, 3ª mayor o menor, 5ª justa y unísono.
Llámase frase primera a la que principia el diálogo y frase segunda a la que responde. En un dúo hay regularmente muchas frases primeras y segundas; la primera indica el ritmo que la segunda debe seguir. La frase segunda puede ser:
1. una simple repetición de la primera, con alguna pequeña variación en octava o con alguna apoyatura
2. otra frase que nada tenga de común con la primera, sino en el ritmo pero en este caso pueden las segundas frases tener otro carácter que las primeras, distinto movimiento y aun hacer contraste con las primeras. Hay casos en que este contraste es de absoluta necesidad, pues no sería natural que una misma voz pasase de repente de la alegría a la tristeza y puede suceder que dialoguen dos personas en opuestos sentimientos y en caracteres diferentes. Y una melodía dialogada por este estilo es a veces muy agradable y produce un maravilloso efecto y en especial si está colocada oportunamente. En la música dramática sucede muy á menudo el tener que dialogar con sentimientos opuestos.

Cuanto se ha dicho sobre el diálogo en la melodía es aplicable, no solo al dúo, sino también al terceto, cuarteto y a toda pieza de música en que se enuncian las frases melódicas en las diferentes partes que deben ejecutarlas.